# Ben Anderson
Ben Anderson (Melbourne) es un actor australiano conocido por haber interpretado a Tim Collins en la serie Neighbours y por sus interpretaciones en la serie Newstopia.

## Biografía
En 1998 Ben se graduó del National Theatre Drama School, después de cursar 3 años actuación.

## Carrera
En el 2003 obtuvo un pequeño papel en la película cómica Take Away, inerpretada por Rose Byrne, Vince Colosimo y Stephen Curry.
Desde el 2006 es parte del reparto del programa de televisión australiana Thank God You're Here, en donde se improvisa la comedia.
En el 2001 se unió como personaje recurrente a la exitosa serie australiana Neighbours donde interpretó al abogado Tim Collins, hasta el 2005, sin embargo en el 2007, Ben regresó como personaje recurrente interpretando de nuevo a Tim, hasta el 2010. Ben regresó como invitado en el 2013.
En el 2010 apareció como invitado en la serie Offspring donde dio vida a Brad.
En el 2012 apareció como Pete Rivers en la serie australiana House Husbands y como Terry Carlisle en Winners & Losers.
En el 2013 apareció como invitado en la serie Wentworth donde interpretó al detective Tanner, ese mismo año interpretó al sargento Robert Hannam en un episodio de la serie The Doctor Blake Mysteries.

## Filmografía

### Series de Televisión
| Año                                 | Título                      | Personaje                  | Notas                        |
| ----------------------------------- | --------------------------- | -------------------------- | ---------------------------- |
| 2001-2005, 2007-2010, 2013-presente | Neighbours                  | Tim Collins                | 106 episodios                |
| 2013                                | Nowhere Boys                | Ken                        | episodio # 1.3               |
| 2013                                | Wentworth                   | Detective Tanner           | 2 episodios                  |
| 2013                                | Please Like Me              | Doctor                     | 2 episodios                  |
| 2013                                | The Doctor Blake Mysteries  | Sgt. Robert Hannam         | episodio "The Greater Good"  |
| 2012                                | Winners & Losers            | Terry Carlisle             | 2 episodios                  |
| 2012                                | House Husbands              | Pete Rivers                | episodio # 1.4               |
| 2012                                | Australia on Trial          | Thomas Richards            | episodio "The Eureka 13"     |
| 2011                                | Killing Time                | Staff                      | episodio # 1.10              |
| 2010                                | Offspring                   | Brad                       | episodio "Pilot"             |
| 2006 - 2009                         | Thank God You're Here       | Reparto                    | 24 episodios                 |
| 2009                                | Satisfaction                | Wayne                      | episodio "Cyclone Chloe"     |
| 2007 - 2008                         | Newstopia                   | Octavius Barton Hewitt III | 30 episodios                 |
| 2008                                | The Hollowmen               | Adrian Mannix              | episodio "A Waste of Energy" |
| 2008                                | City Homicide               | Wade Clarke                | episodio "Examination Day"   |
| 2004                                | Skithouse                   | Varios Personajes          | tv serie                     |
| 2003                                | Legacy of the Silver Shadow | Travis Teale               | 3 episodios                  |
| 2001                                | Blonde                      | Profesor de Drama          | miniserie                    |

### Películas
| Año  | Título                     | Personaje         | Notas |
| ---- | -------------------------- | ----------------- | --- |
| 2014 | How I Became a Vegetarian  | -                 | junto a Simon Mallory, Chris Fortuna, Kate Jenkinson, Luke Christopoulos, Dave Lawson & Tony Martin      |
| 2010 | Hawke                      | Warren Snowden    | junto a Richard Roxburgh, Rachael Blake, Felix Williamson, Asher Keddie, Sacha Horler & Patrick Brammall |
| 2009 | The Bully                  | Padre de Jonathan | corto - junto a Henri Phillips, Nick Buckland, Carina Gun & Calum Mcrae                                  |
| 2006 | Five Moments of Infidelity | Conrad            | junto a Jason Chong, Laura Gordon, Alex Papps, Holly Sinclair, David Woodley & Brett Swain               |
| 2004 | Dentally Disturbed         | Ed                | corto - junto a Damian Callinan, Kate Gorman & John Safran                                               |
| 2003 | Take Away                  | Constructor       | junto a Vince Colosimo, Stephen Curry, Rose Byrne, John Howard                                           |
| 1997 | Brief Fiction              | Dan               | corto - junto a Troy Bennett                                                                             |

### Escritor
| Año  | Título    | Notas           |
| ---- | --------- | --------------- |
| 2003 | Skithouse | obra - escritor |